# Ball de Cercolets

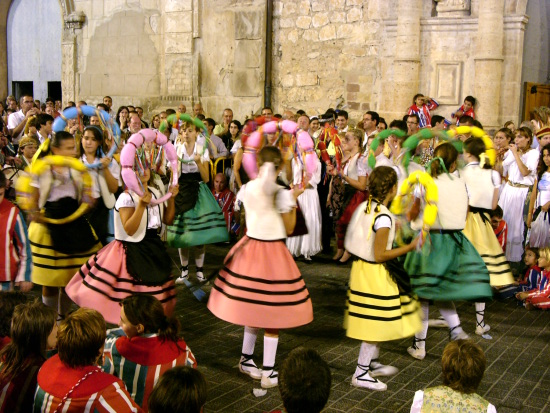
Ball d'Arquets a les Festes de la Mare de Déu de la Salut d'Algemesí.

El Ball de Cercolets o Ball d'Arquets és una dansa tradicional de carrer, present a festes del País Valencià i Principat de Catalunya formada per vuit o més ballarins que ballen amb cèrcols ornamentats. Participa dansant en cercaviles i processons al so d'una música (flabiol, dolçaina o gralla i timbal) i passos predeterminants per avançar en formació formant ponts i que sovint culminen en la construcció d'una bota o campana. Els cèrcols o arcs es decoren de formes molt diverses segons la població: ornaments florals, cintes intercalades, flocs de cotó o tafetà. Els balladors vesteixen indumentàries blanques amb profusió d'elements de colors com corbata, faldellí en sanefes o faixa.
Com en altres balls de festes majors antigament només hi intervenien homes joves. Actualment la situació s'ha revertit fins al punt que és una dansa unisex que participa en cercaviles i processons d'arreu del Principat i del País Valencià.
El ball té clares connexions coreogràfiques amb altres balls de processó d'arreu d'Europa com el ball d'espases, el ball de pastorets, el ball de cossiers, el ball de faixes, alguns balls de bastons —com Solsona i en el passat diverses poblacions del Bisbat de Solsona—, o bé conjunts coreogràfics com el ball de valencians, les moixigangues o el dance aragonès.

## Origen
Les teories evolucionistes del segle xix, propagades per l'antropòleg escocès James George Frazer a l'obra La Branca Daurada (1890), han fet propostes d'explicació sobre un possible origen com a supervivències de festes religioses de grecs i romans dedicats a la deessa Flora. Replicant aquestes propostes d'explicació a principis de segle xx, els primers antropòlegs i folkloristes catalans com Joan Amades al Costumari Català han vinculat l'origen d'aquestes danses a cerimònies i festes de la Verema dels mesos de setembre i octubre a zones vinícoles, en què es creia habitual simular la construcció d'una bota, que els ballarins feien amb els seus cèrcols adornats de fulles de cep i flors. En tot cas, el ball no es documenta fins a l'època moderna i fins a l'actualitat ha participat en poblacions principalment urbanes, no necessàriament vinícoles, en processons i cercaviles de Festa Major o Festes Patronals. En moltes poblacions el ball s'ha anat perdent i recuperant-se fent-lo viure en el marc de les festes majors auspiciades per esbarts, agrupacions, coordinadores o associacions culturals vinculades a la dansa popular.
Als Països Catalans trobem dues denominacions per aquesta dansa tradicional: 
- Ball de Cercolets al Camp de Tarragona i Penedès (Principat de Catalunya)
- Ball d'Arquets a l'Horta de València (País Valencià) i a les Terres de Lleida (Principat de Catalunya)

## Llistat de poblacions amb Ball de Cercolets o Ball d'Arquets
Sota la denominació de Ball de Cercolets hi ha presència d'aquesta dansa a moltes poblacions del Camp de Tarragona i Penedès: Valls, Sitges, Tarragona, Reus, Igualada, El Vendrell, Vilafranca del Penedès, Sant Pere de Ribes, l'Arboç, Llofriu, Palafrugell i Alcover, entre d'altres.
En el cas de la denominació Ball d'Arquets hi trobem la dansa a l'Horta de València, incloent-hi la Festa del Corpus Christi de València, la Processó del Corpus de Xàtiva i la d'Ontinyent, i a les Festes de la Mare de Déu de la Salut d'Algemesí. En el cas de les Terres de Lleida, es balla —recuperats recentment— el Ball d'Arquets a Tàrrega i a Lleida, en aquest cas integrat dins la Moixiganga local. Antigament també s'havia ballat a Cervera i a Balaguer fins a finals del segle xix.

### Presència del ball al Camp de Tarragona i Penedès

#### Igualada
L'antic Ball de Cercolets d'Igualada va néixer l'any 1802 i es va dissoldre cap al 1928. El ball amb cèrcols, però, no va desaparèixer del tot a la ciutat, ja es mantingué a càrrec d'esbarts o altres colles, com Bitrac Dansa. L'any 2010 es va restablir de nou la Colla de Ball de Cercolets d'Igualada, formada per 26 balladors. La colla va recuperar les músiques, el ball parlat i el tipus de pas que calia dansar. Els nous vestits van ser un disseny de Mercè Cuadras, quasi idèntic al de principis de segle xx.

#### Reus

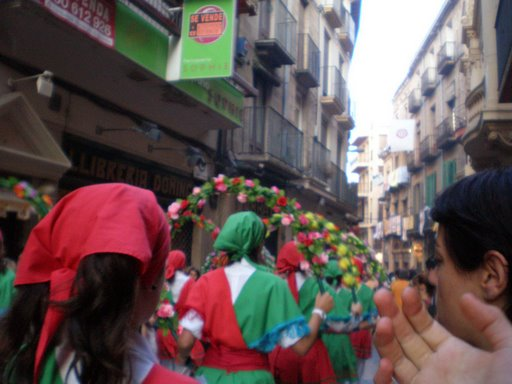
Ball de Cercolets de Reus, 2008

El Ball de Cercolets de Reus es troba documentat a la Festa Major de 1725, i es va reincorporar l'any 1996 a la Festa Major de Reus, a partir del treball de la Coordinadora de Danses Tradicionals i la col·laboració del folklorista reusenc Josep Bargalló i Badia.

#### Tarragona
A Tarragona el Ball de Cercolets estava present en el seguici de les Festes de Santa Tecla, amb referències des de 1577. El 1765 disposava de vuit balladors. El ball superà la crisi de les primeres dècades del segle xix i esdevingué habitual en aquell segle. La darrera referència en el segle xix és de 1891. Va ser recuperat el 1985 després de quasi un segle sense practicar-se.

#### Vilafranca del Penedès
A Vilafranca del Penedès hi ha una primera referència escrita, de l'any 1716, relativa al Ball de Cercolets. També hi havia un ball similar anomenat Ball de Pastorel·li.

#### Valls
El Ball dels Cercolets de Valls és un ball que formava part del seguici cerimonial de la ciutat de Valls, però des de les Festes de les Decennals de l'any 1881 no ha tornat a sortir el carrer.
Hem pogut referenciar el Ball dels Cercolets de Valls en diferents moments de la història de la vila. Un dels primers indicis el trobem a l'Interrogatori de Francisco de Zamora a l'ajuntament de Valls de l'any 1790 on ja hi consta el ball dels Cercolets:
| « | Las diversiones públicas de esta villa, dónde no hay fiestas de toros, ni teatro, se reducen a las danzas o bayles públicos […] Los nombres vulgares de estas danzas son: de Sta. Fe, de S. Bartolome, de Moros y cristians, de Cavallets, de Galeras, de Damas y Vells, de Bastonets, de Valencians, de Pastorets, de cercolets, de Moxiganga, de Gitanas… dels Diables. | » |

Narcís Oller, a la seva novel·la Vilaniu, també referència el Ball dels Cercolets, i ens dona una descripció molt detallada del vestuari:
| « | Una faixa de seda carmesina, saragüells igualment blancs, i camalls també de vellut, tatxonats de cascavells que descansaven en l'entortolligada veta de color rosa de les espardenyes, complementaven aquella vestidura oriental, sorollosa i alegra: eren el Ball dels Cercolets. | » |

Gràcies a les notes de mossèn Ribas, sabem que l'última vegada que es va veure el Ball dels Cercolets de Valls va ser per les Festes Decennals de l'any 1881. L'any 1951, també amb motiu de les Festes Decennals, el Ball de Cercolets de Vilafranca, essent contractat per l'ocasió, va ballar per les places i carrers de la vila sent l'última vegada que es va veure un ball de cercolets a Valls.
Serà recuperat per la Festa Major de Sant Joan el juny del 2017 per l'Assosiació Cultural Ball dels Cercolets de Valls.

#### Alcover
El Ball dels Cercolets d'Alcover va ser un element del municipi, juntament amb l'associació de sardanistes, que s'ensenyava als alcoverencs i alcoverenques, però que no va arribar a sortir al carrer. L'escola d'Arts Escèniques Martí Guarch, juntament amb un equip d'alcoverencs vinculats a la cultura, han recuperat aquest ball amb la voluntat de potenciar el seguici cerimonial i cultivar el patrimoni cultural entre els més joves. És una iniciativa per ensenyar balls tradicionals als alumnes, perquè coneguin la tradició i sentin estima cap a la cultura pròpia.
El ball el formen deu balladors/es, amb vestuari de color blau, fent referència a la Mare de Déu del Remei, dissenyat per Sandra Romeu. Hem pogut referenciar diferents passos coreogràfics del ball a Alcover com la campana o l'estrella, que s'han afegit a la coreografia del nou ball. Els músics que acompanyen el ball són un sac de gemecs i un tambor.

## Ball Parlat
En moltes poblacions de Principat de Catalunya és un ball parlat. En algunes poblacions la part dels versos es va perdre, com a Vilafranca del Penedès. En canvi, en altres com Igualada, Sant Pere de Ribes, Sitges o Vilanova i la Geltrú, s'ha conservat o recuperat la part dels versos. En aquestes poblacions, els versos només es reciten a l'exhibició, a excepció del vers de l'àngel, que es recita sempre que puja a dalt de la bota.

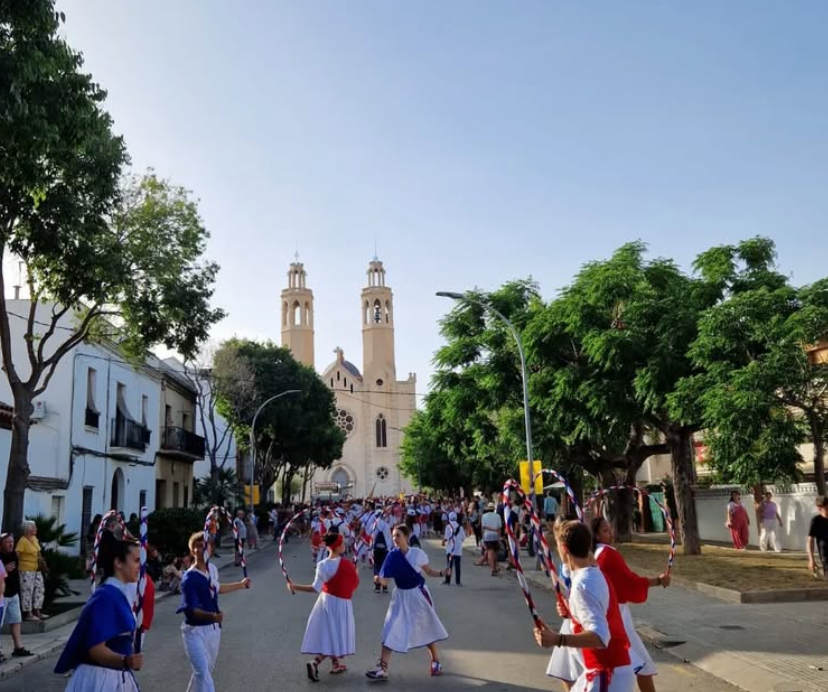
Ball de Cercolets de Sant Pere de Ribes, 2024

### Sant Pere de Ribes
| « | Avui que és tot alegria i tothom està content passeu les hores del dia satisfets, alegrement. Oblideu aquests defectes per si us poden molestar: les persones no són perfectes i han de saber-se estimar. Per Sant Pere tot es perdona si hi ha bona germanor. Que la festa sigui bona: visca la Festa Major! | » |

### Sitges

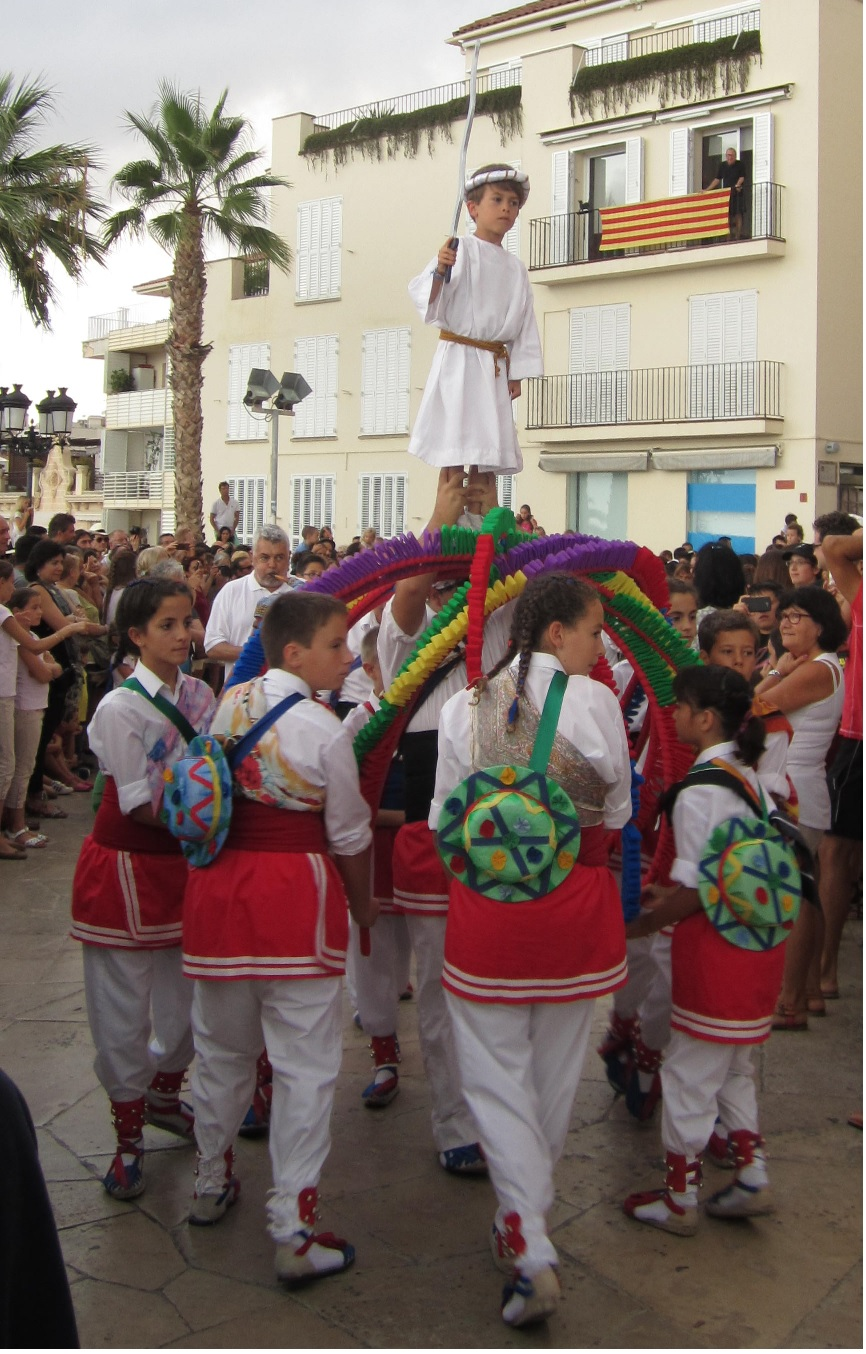
Ball de Cercolets de Sitges en la festa major de 2014

| « | Cristians obedients, jo us dic amb reverència, per complir la penitència, perquè tots sigueu atents, aquests són els meus intents: per major glòria de Déu farem el ball en favor seu, amb contento i alegria farem feliç la vida. Gloriós Sant Bartomeu que és patró d'aquesta vila. Visca la Festa Major! | » |

### Vilanova i la Geltrú
| «                                              | Cercolets obedients, vilanovins per excel·lència, la Divina Providència vol que avui ballem contents, que tinguem bons sentiments, sembrant béns per tot arreu, a major glòria de Deu. Que ballem amb alegria celebrant el feliç dia de la Verge de les Neus. Visca la Festa Major! | » |
| — Francesc Alsina, Agrupació de Balls Populars | |   |